# Opporstjärnen
Opporstjärnen är en sjö i Härjedalens kommun i Härjedalen och ingår i Ljusnans huvudavrinningsområde. Sjön har en area på 0,0643 kvadratkilometer och ligger 484,1 meter över havet.

## Delavrinningsområde
Opporstjärnen ingår i det delavrinningsområde (685121-141484) som SMHI kallar för Inloppet i Orrmosjön. Medelhöjden är 473 meter över havet och ytan är 16,14 kvadratkilometer. Räknas de 23 avrinningsområdena uppströms in blir den ackumulerade arean 490,9 kvadratkilometer. Sexan som avvattnar avrinningsområdet har biflödesordning 3, vilket innebär att vattnet flödar genom totalt 3 vattendrag innan det når havet efter 287 kilometer. Avrinningsområdet består mestadels av skog (56 procent) och sankmarker (39 procent). Avrinningsområdet har 0,13 kvadratkilometer vattenytor vilket ger det en sjöprocent på 0,8 procent.